# Dipartimenti della Costa d'Avorio
1. Abengourou
2. Abidjan
3. Aboisso
4. Adzopé
5. Agboville
6. Agnibilékrou
7. Bangolo
8. Béoumi
9. Biankouma
10. Bondoukou
11. Bongouanou
12. Bouaflé
13. Bouaké
14. Bouna
15. Boundiali
16. Dabakala
17. Daloa
18. Danané
19. Daoukro
20. Dimbokro
21. Divo
22. Duékoué
23. Ferkessédougou
24. Gagnoa
25. Grand-Lahou
26. Guiglo
27. Issia
28. Katiola
29. Korhogo
30. Lakota
31. Man
32. Mankono
33. M’Bahiakro
34. Odienné
35. Oumé
36. Sakassou
37. San-Pedro
38. Sassandra
39. Séguéla
40. Sinfra
41. Soubré
42. Tabou
43. Transua
44. Tengréla
45. Tiassalé
46. Touba
47. Toumodi
48. Vavoua
49. Yamoussoukro
50. Zuénoula
51. Adiaké
52. Alépé
53. Bocanda
54. Dabou
55. Grand-Bassam
56. Jacqueville
57. Tiébissou
58. Toulépleu
59. Bloléquin
60. Akoupé
61. Didiévi
62. Kouibly
63. Nassian
64. Prikro
65. Sikensi
66. Zouan-Hounien
67. Madinani
68. Minignan
69. Kounahiri
70. Koun-Fao
71. Arrah
72. Attiégouakro
73. Bettié
74. Botro
75. Dikodougou
76. Doropo
77. Fresco
78. Guéyo
79. Guitry
80. Kani
81. Kaniasso
82. Koro
83. Kouto
84. M’Batto
85. Niakaramadougou
86. Ouangolodougou
87. Ouaninou
88. Samatiguila
89. Sandégué
90. Sinématiali
91. Téhini
92. Tiapoum
93. Tanda
94. Yakassé-Attobrou
95. Zoukougbeu
96. Buyo
97. Dianra
98. Djékanou
99. Facobly
100. Gbéléban
101. Kong
102. Kouassi-Kouassikro
103. M’Bengué
104. Méagui
105. Séguélon
106. Sipilou
107. Taabo
108. Taï
109. Ouellé
110. Bonon
111. Gohitafla

Dipartimenti della Costa d'Avorio.
- Abengourou
- Abidjan
- Aboisso
- Adzopé
- Agboville
- Agnibilékrou
- Bangolo
- Béoumi
- Biankouma
- Bondoukou
- Bongouanou
- Bouaflé
- Bouaké
- Bouna
- Boundiali
- Dabakala
- Daloa
- Danané
- Daoukro
- Dimbokro
- Divo
- Duékoué
- Ferkessédougou
- Gagnoa
- Grand-Lahou
- Guiglo
- Issia
- Katiola
- Korhogo
- Lakota
- Man
- Mankono
- M’Bahiakro
- Odienné
- Oumé
- Sakassou
- San-Pedro
- Sassandra
- Séguéla
- Sinfra
- Soubré
- Tabou
- Transua
- Tengréla
- Tiassalé
- Touba
- Toumodi
- Vavoua
- Yamoussoukro
- Zuénoula
- Adiaké
- Alépé
- Bocanda
- Dabou
- Grand-Bassam
- Jacqueville
- Tiébissou
- Toulépleu
- Bloléquin
- Akoupé
- Didiévi
- Kouibly
- Nassian
- Prikro
- Sikensi
- Zouan-Hounien
- Madinani
- Minignan
- Kounahiri
- Koun-Fao
- Arrah
- Attiégouakro
- Bettié
- Botro
- Dikodougou
- Doropo
- Fresco
- Guéyo
- Guitry
- Kani
- Kaniasso
- Koro
- Kouto
- M’Batto
- Niakaramadougou
- Ouangolodougou
- Ouaninou
- Samatiguila
- Sandégué
- Sinématiali
- Téhini
- Tiapoum
- Tanda
- Yakassé-Attobrou
- Zoukougbeu
- Buyo
- Dianra
- Djékanou
- Facobly
- Gbéléban
- Kong
- Kouassi-Kouassikro
- M’Bengué
- Méagui
- Séguélon
- Sipilou
- Taabo
- Taï
- Ouellé
- Bonon
- Gohitafla

I dipartimenti della Costa d'Avorio sono la suddivisione di terzo livello della Costa d'Avorio, dopo i distretti e le regioni, e ammontano a 111.

## Lista

### Distretto autonomo di Abidjan
| Dipartimento            | Capoluogo | Popolazione |
| ----------------------- | --------- | ----------- |
| Dipartimento di Abidjan | Abidjan   | 4 707 404   |

Regione di Agnéby-Tiassa
| Dipartimento              | Capoluogo | Popolazione |
| ------------------------- | --------- | ----------- |
| Dipartimento di Agboville | Agboville | 292 109     |
| Dipartimento di Sikensi   | Sikensi   | 78 439      |
| Dipartimento di Taabo     | Taabo     | 56 422      |
| Dipartimento di Tiassalé  | Tiassalé  | 179 882     |

Regione dell'Alto Sassandra
| Dipartimento               | Capoluogo  | Popolazione |
| -------------------------- | ---------- | ----------- |
| Dipartimento di Daloa      | Daloa      | 591 633     |
| Dipartimento di Issia      | Issia      | 327 901     |
| Dipartimento di Vavoua     | Vavoua     | 400 912     |
| Dipartimento di Zoukougbeu | Zoukougbeu | 110 514     |

Regione di Bafing
| Dipartimento             | Capoluogo | Popolazione |
| ------------------------ | --------- | ----------- |
| Dipartimento di Koro     | Koro      | 59 210      |
| Dipartimento di Ouaninou | Ouaninou  | 48 805      |
| Dipartimento di Touba    | Touba     | 75 032      |

Regione di Bagoué
| Dipartimento              | Capoluogo | Popolazione |
| ------------------------- | --------- | ----------- |
| Dipartimento di Boundiali | Boundiali | 127 684     |
| Dipartimento di Kouto     | Kouto     | 129 598     |
| Dipartimento di Tengréla  | Tengréla  | 118 405     |

Regione di Bélier
| Dipartimento              | Capoluogo | Popolazione |
| ------------------------- | --------- | ----------- |
| Dipartimento di Didiévi   | Didiévi   | 93 699      |
| Dipartimento di Djékanou  | Djékanou  | 26 510      |
| Dipartimento di Tiébissou | Tiébissou | 98 734      |
| Dipartimento di Toumodi   | Toumodi   | 127 825     |

Regione di Béré
| Dipartimento              | Capoluogo | Popolazione |
| ------------------------- | --------- | ----------- |
| Dipartimento di Dianra    | Dianra    | 96 579      |
| Dipartimento di Kounahiri | Kounahiri | 77 679      |
| Dipartimento di Mankono   | Mankono   | 215 500     |

Regione di Bounkani
| Dipartimento            | Capoluogo | Popolazione |
| ----------------------- | --------- | ----------- |
| Dipartimento di Bouna   | Bouna     | 114 625     |
| Dipartimento di Doropo  | Doropo    | 66 664      |
| Dipartimento di Nassian | Nassian   | 44 528      |
| Dipartimento di Téhini  | Téhini    | 41 350      |

Regione di Cavally
| Dipartimento              | Capoluogo | Popolazione |
| ------------------------- | --------- | ----------- |
| Dipartimento di Bloléquin | Bloléquin | 123 336     |
| Dipartimento di Guiglo    | Guiglo    | 176 688     |
| Dipartimento di Taï       | Taï       | 102 948     |
| Dipartimento di Toulépleu | Toulépleu | 56 992      |

Regione del Comoé Sud
| Dipartimento                 | Capoluogo    | Popolazione |
| ---------------------------- | ------------ | ----------- |
| Dipartimento di Aboisso      | Aboisso      | 307 852     |
| Dipartimento di Adiaké       | Adiaké       | 83 547      |
| Dipartimento di Grand-Bassam | Grand-Bassam | 179 063     |
| Dipartimento di Tiapoum      | Tiapoum      | 72 158      |

- Include il Parco nazionale del Comoé, non ricompreso in alcun dipartimento.

Regione di Folon
| Dipartimento             | Capoluogo | Popolazione |
| ------------------------ | --------- | ----------- |
| Dipartimento di Kaniasso | Kaniasso  | 58 216      |
| Dipartimento di Minignan | Minignan  | 38 199      |

Regione di Gbêkê
| Dipartimento             | Capoluogo | Popolazione |
| ------------------------ | --------- | ----------- |
| Dipartimento di Béoumi   | Béoumi    | 154 206     |
| Dipartimento di Botro    | Botro     | 81 424      |
| Dipartimento di Bouaké   | Bouaké    | 680 694     |
| Dipartimento di Sakassou | Sakassou  | 94 525      |

Regione di Gbôklé
| Dipartimento              | Capoluogo | Popolazione |
| ------------------------- | --------- | ----------- |
| Dipartimento di Fresco    | Fresco    | 101 298     |
| Dipartimento di Sassandra | Sassandra | 299 500     |

Regione di Gôh
| Dipartimento           | Capoluogo | Popolazione |
| ---------------------- | --------- | ----------- |
| Dipartimento di Gagnoa | Gagnoa    | 602 097     |
| Dipartimento di Oumé   | Oumé      | 274 020     |

Regione di Gontougo
| Dipartimento              | Capoluogo | Popolazione |
| ------------------------- | --------- | ----------- |
| Dipartimento di Bondoukou | Bondoukou | 333 707     |
| Dipartimento di Koun-Fao  | Koun-Fao  | 116 230     |
| Dipartimento di Sandégué  | Sandégué  | 56 215      |
| Dipartimento di Tanda     | Tanda     | 77 555      |
| Dipartimento di Transua   | Transua   | 83 478      |

Regione di Grands-Ponts
| Dipartimento                | Capoluogo   | Popolazione |
| --------------------------- | ----------- | ----------- |
| Dipartimento di Dabou       | Dabou       | 148 874     |
| Dipartimento di Grand-Lahou | Grand-Lahou | 151 313     |
| Dipartimento di Jacqueville | Jacqueville | 56 308      |

Regione di Guémon
| Dipartimento            | Capoluogo | Popolazione |
| ----------------------- | --------- | ----------- |
| Dipartimento di Bangolo | Bangolo   | 318 129     |
| Dipartimento di Duékoué | Duékoué   | 408 148     |
| Dipartimento di Facobly | Facobly   | 76 507      |
| Dipartimento di Kouibly | Kouibly   | 116 608     |

Regione di Hambol
| Dipartimento                     | Capoluogo        | Popolazione |
| -------------------------------- | ---------------- | ----------- |
| Dipartimento di Dabakala         | Dabakala         | 189 254     |
| Dipartimento di Katiola          | Katiola          | 106 905     |
| Dipartimento di Niakaramandougou | Niakaramandougou | 133 818     |

Regione di Iffou
| Dipartimento               | Capoluogo  | Popolazione |
| -------------------------- | ---------- | ----------- |
| Dipartimento di Daoukro    | Daoukro    |             |
| Dipartimento di M'Bahiakro | M'Bahiakro | 79 768      |
| Dipartimento di Ouellé     | Ouellé     |             |
| Dipartimento di Prikro     | Prikro     | 72 789      |

Regione di Indénié-Djuablin
| Dipartimento                 | Capoluogo    | Popolazione |
| ---------------------------- | ------------ | ----------- |
| Dipartimento di Abengourou   | Abengourou   | 336 148     |
| Dipartimento di Agnibilékrou | Agnibilékrou | 168 188     |
| Dipartimento di Bettié       | Bettié       | 56 096      |

Regione di Kabadougou
| Dipartimento                | Capoluogo   | Popolazione |
| --------------------------- | ----------- | ----------- |
| Dipartimento di Gbéléban    | Gbéléban    | 18 181      |
| Dipartimento di Madinani    | Madinani    | 39 704      |
| Dipartimento di Odienné     | Odienné     | 91 691      |
| Dipartimento di Samatiguila | Samatiguila | 17 483      |
| Dipartimento di Séguélon    | Séguélon    | 26 305      |

Regione di La Mé
| Dipartimento                     | Capoluogo        | Popolazione |
| -------------------------------- | ---------------- | ----------- |
| Dipartimento di Adzopé           | Adzopé           | 193 518     |
| Dipartimento di Akoupé           | Akoupé           | 119 028     |
| Dipartimento di Alépé            | Alépé            | 125 877     |
| Dipartimento di Yakassé-Attobrou | Yakassé-Attobrou | 76 277      |

Regione di Lôh-Djiboua
| Dipartimento           | Capoluogo | Popolazione |
| ---------------------- | --------- | ----------- |
| Dipartimento di Divo   | Divo      | 380 220     |
| Dipartimento di Guitry | Guitry    | 146 748     |
| Dipartimento di Lakota | Lakota    | 202 201     |

Regione di Marahoué (2021)
| Dipartimento              | Capoluogo | Popolazione |
| ------------------------- | --------- | ----------- |
| Dipartimento di Bonon     | Bonon     | 167 397     |
| Dipartimento di Bouaflé   | Bouaflé   | 300 305     |
| Dipartimento di Gohitafla | Gohitafla | 83 370      |
| Dipartimento di Sinfra    | Sinfra    | 245 226     |
| Dipartimento di Zuénoula  | Zuénoula  | 184 882     |

Regione di Moronou
| Dipartimento               | Capoluogo  | Popolazione |
| -------------------------- | ---------- | ----------- |
| Dipartimento di Arrah      | Arrah      | 80 345      |
| Dipartimento di Bongouanou | Bongouanou | 165 307     |
| Dipartimento di M'Batto    | M'Batto    | 106 964     |

Regione di Nawa
| Dipartimento           | Capoluogo | Popolazione |
| ---------------------- | --------- | ----------- |
| Dipartimento di Buyo   | Buyo      | 183 875     |
| Dipartimento di Guéyo  | Guéyo     | 83 680      |
| Dipartimento di Méagui | Méagui    | 320 975     |
| Dipartimento di Soubré | Soubré    | 464 554     |

Regione di N'Zi
| Dipartimento                       | Capoluogo          | Popolazione |
| ---------------------------------- | ------------------ | ----------- |
| Dipartimento di Bocanda            | Bocanda            | 126 910     |
| Dipartimento di Dimbokro           | Dimbokro           | 91 056      |
| Dipartimento di Kouassi-Kouassikro | Kouassi-Kouassikro | 29 612      |

Regione di Poro
| Dipartimento                | Capoluogo   | Popolazione |
| --------------------------- | ----------- | ----------- |
| Dipartimento di Dikodougou  | Dikodougou  | 80 578      |
| Dipartimento di Korhogo     | Korhogo     | 536 851     |
| Dipartimento di M'Bengué    | M'Bengué    | 87 811      |
| Dipartimento di Sinématiali | Sinématiali | 58 612      |

Regione di San-Pédro
| Dipartimento              | Capoluogo | Popolazione |
| ------------------------- | --------- | ----------- |
| Dipartimento di San-Pédro | San-Pédro | 631 156     |
| Dipartimento di Tabou     | Tabou     | 195 510     |

Regione di Tchologo
| Dipartimento                   | Capoluogo      | Popolazione |
| ------------------------------ | -------------- | ----------- |
| Dipartimento di Ferkessédougou | Ferkessédougou | 143 263     |
| Dipartimento di Kong           | Kong           | 87 929      |
| Dipartimento di Ouangolodougou | Ouangolodougou | 236 766     |

Regione di Tonkpi
| Dipartimento                  | Capoluogo     | Popolazione |
| ----------------------------- | ------------- | ----------- |
| Dipartimento di Biankouma     | Biankouma     | 154 300     |
| Dipartimento di Danané        | Danané        | 267 148     |
| Dipartimento di Man           | Man           | 334 166     |
| Dipartimento di Sipilou       | Sipilou       | 41 868      |
| Dipartimento di Zouan-Hounien | Zouan-Hounien | 195 082     |

Regione di Worodougou
| Dipartimento            | Capoluogo | Popolazione |
| ----------------------- | --------- | ----------- |
| Dipartimento di Kani    | Kani      | 73 889      |
| Dipartimento di Séguéla | Séguéla   | 198 445     |

### Distretto autonomo di Yamoussoukro
| Dipartimento                 | Capoluogo    | Popolazione |
| ---------------------------- | ------------ | ----------- |
| Dipartimento di Attiégouakro | Attiégouakro | 45 517      |
| Dipartimento di Yamoussoukro | Yamoussoukro | 310 056     |